# چاک فلیشمنن
چاک فلیشمنن (به انگلیسی: Chuck Fleischmann) نمایندهٔ حوزه انتخابیه سوم تنسی از حزب جمهوری‌خواه ایالات متحده آمریکا در مجلس نمایندگان ایالات متحده آمریکا است که برای نخستین‌بار در ۲۰ ژانویه ۲۰۱۱ میلادی به‌عضویت این مجلس درآمد.